# آلان ميمون
آلان ميمون وإسمه الحقيقي عند المولد ميمون عكاشة ولد علي (بالفرنسية: Alain Mimoun) (و. 1921 – 2013 م) هو عداء ماراثوني، وعداء مسافات طويلة، ومنافس ألعاب قوى من الجزائر الفرنسية، وفرنسا، ولد في تلاغ بسيدي بلعباس بالجزائر، شارك في الألعاب الأولمبية الصيفية ل 1960، 1952، 1956 و1948، وشارك في سباقات عديدة منها سباقات المضمار والميدان والعدو الريفي والماراثون. كان البطل الأولمبي لعام 1956 في سباق الماراثون. وهو الرياضي الفرنسي الأكثر حصولا على الألقاب في ألعاب القوى في التاريخ. في عام 1999 وصفه قراء مجلة ألعاب القوى الفرنسية بأنه «رياضي القرن العشرين الفرنسي في ألعاب القوى».
فاز ميمون على مضمار المنافسة بثلاث ميداليات فضية أولمبية، واحتل المركز الثاني خلف إميل زاتوبك في نهائي 10000 متر في عام 1948، وثانيًا خلفه مرة أخرى في كل من 5000 متر و10000 متر عام 1952. كما حصل أيضًا على الميدالية الفضية في كلا الحدثين خلف إميل زاتوبك في بطولة ألعاب القوى الأوروبية 1950. من عام 1949 إلى عام 1958، فاز بأربع ميداليات ذهبية فردية وميداليتين فضيتين فرديتين في بطولة العدو الريفي الدولية. حصل على ميدالية ذهبية أربع مرات في ألعاب البحر الأبيض المتوسط، وأكمل 5000 م / 10000 م مزدوجة في كل من 1951 و1955.
ولد في الجزائر، خاض ميمون معارك عسكرية لصالح فرنسا والحلفاء الغربيين خلال الحرب العالمية الثانية. استقر في العاصمة الفرنسية بعد وقت قصير من تركه للجيش الفرنسي. بشكل عام، مثّل فرنسا في أربع بطولات أولمبية متتالية من 1948 إلى 1960. تنافس دوليا مع فرنسا في 86 مناسبة. من عام 1947 إلى عام 1966، فاز ب29 لقب كبير في منافسات 5000 م و10000 م في الماراثون والعدو الريفي للبطولات الوطنية الفرنسية. واصل ميمون الجري في حياته اللاحقة وحقق عددًا من سجلات الفئات العمرية المخضرمة. توفي في باريس، عن عمر يناهز 92 عاماً.

## النشأة
ولد آلان ميمون في دائرة معدير في بلدية تلاغ بالجزائر، في عائلة فقيرة جدًا من العرب والبربر. كان علي الأكبر بين سبعة أطفال في الأسرة وكان والديه من الفلاحين. والدته حليمة كانت تنسج البطانيات لكسب لقمة العيش. لقد كان دائمًا تلميذًا نموذجيًا في المدرسة الابتدائية. عندما كان في الحادية عشرة من عمره، أنهى تعليمه الابتدائي وحصل على شهادة. ونظرًا لنتائجه الأكاديمية الجيدة، أرادت والدته الأمية أن يصبح مدرسًا في مدرسة ابتدائية. تقدمت بطلب للحصول على منحة دراسية لعلي بعد أن طلب منها ذلك بعض المستعمرين الذين جاؤوا لزيارتها. حُرم علي من المنحة الدراسية -وكان هذا هو الطلب الوحيد الذي رفضته المدرسة- التي كانت ستمكّنه من مواصلة دراسته. وأشار إلى أن أبناء المستعمرين ذوي درجات أسوأ مما حصل عليه حصلوا على منحهم الدراسية. عندما علم علي برفض المنحة الدراسية، أخبر والدته أن الجزائر ليست بلده وأن بلده على الجانب الآخر من البحر الأبيض المتوسط، رغم أنه ضد الاستعمار. قال إنه عندما كان مراهقًا، كان يحلم أنه أمام الخرائط ويظهر فرنسا لوالدته. عمل علي في البداية كعامل بناء، ثم في متجر للأجهزة عندما كان في الرابعة عشرة من عمره. قال إن صاحب محل الخردوات فرنسي جاء من فرنسا، وكان رجلاً رائعًا يعامله مثل ابنه ويأكل معه على نفس المائدة. بدأ علي في لعب كرة القدم عندما كان في الثانية عشرة من عمره ومارس ركوب الدراجات عندما كان في الخامسة عشرة من عمره.

## الحرب العالمية الثانية ومهنة الجري المبكرة
التحق ميمون بالجيش الفرنسي عام 1939 عندما كان يبلغ من العمر 18 عامًا تقريبًا. في نفس العام، عُين في فوج المشاة التاسع عشر. في سبتمبر 1939، نُقل إلى الحدود الفرنسية البلجيكية. أمضى تسعة أشهر هناك تحسبا للحملة الهجومية الألمانية، معركة بلجيكا. شارك في القتال على الحدود الفرنسية البلجيكية. بعد سقوط بلجيكا في يد الألمان في مايو 1940، تراجعت كتيبته جنوبًا إلى شمال فرنسا، حيث تجنب أسر الجيش الألماني له بالقرب من فالنسيان. بعد هزيمة فرنسا من قبل الألمان في يونيو 1940، أُرسل ميمون إلى بورغ إن بريس في المنطقة الحرة في فرنسا الفيشية. عندما كان هناك، اكتشف بالصدفة موهبة في الجري لمسافات طويلة. قال إنه شارك في سباق بينما كان يمر في طريق في إحدى الضواحي مع بعض الأصدقاء. أثناء تواجده في بورغ إن بريس، كان يتدرب بانتظام في ملعب بجوار الثكنات العسكرية. ذات يوم، شارك في بعض السباقات المحلية دون أي استعدادات. فاز بأول سباق للجري، بطولة أقسام في إقليم أين لمسافة 1500 متر، أمام 4000 متفرج. في تلك الحالة، تغلب على حامل اللقب، وبذلك أنهى فترة حكمه التي استمرت ست سنوات كبطل. ثم أنهى سباق 5000 متر في أقل من ستة عشر دقيقة. دفع هذا صحفيًا محليًا لكتابة، «ولد الماراثون. يمكن أن يصبح بطلاً أولمبيًا». في عام 1942، أُرسل ميمون إلى فوج المهندسين المقاتلين المتمركز في بيزانسون. في وقت لاحق من ذلك العام، نُقل إلى الجزائر، حيث فاز بعديد السباقات على المسار الصحيح وفي العدو الريفي، بما في ذلك لقب بطولة شمال إفريقيا للجري عام 1942.
توقفت مسيرة ميمون في الجري عندما استدعي للقتال من أجل الحلفاء الغربيين في حملة تونس ثم في الحملة الإيطالية. في حملة تونس، حارب تحت قيادة الجنرال هنري جيرو ضد أفريكا كوربس. في يوليو 1943، أُرسل للقتال في الحملة الإيطالية، حيث كان وكيل عريف في كتيبة المهندسين القتالية في الجزائر في فرقة المشاة من فيلق المشاة الفرنسي بقيادة المارشال ألفونس جوان. في 28 يناير 1944، أثناء معركة مونتي كاسينو، أصيب ميمون بجروح خطيرة بسبب تشظي في ساقه اليسرى ناجم عن قذائف أطلقها الألمان. أوصى الأطباء الأمريكيون العاملون في المستشفى الميداني ببتر ساقه. لكنه رفض عاقدًا العزم على عدم فقد ساقه. لحسن الحظ، تمكن الجراح الفرنسي هناك من إجراء عملية جراحية بنجاح وأُنقذ ساقه اليسرى. أُرسل لاحقًا إلى مستشفى نابولي للنقاهة. تعافى بدرجة كافية لدرجة أنه لا يزال بإمكانه المشاركة في القتال العسكري في الجزء الأخير من العالم الثاني. في صيف عام 1944، شارك العريف ميمون في غزو الحلفاء لفرنسا من البحر الأبيض المتوسط. بعد تلك الحملة، شارك في تحرير جبال جورا من القوات الألمانية. أمضى شتاء 1944-1945 في جبال الفوج قبل أن يشارك في غزو الحلفاء الغربيين لألمانيا. أمضى حوالي عام واحد في ألمانيا.
بعد انتهاء فترة خدمته في الجيش في أوروبا، عاد ميمون إلى الجزائر حيث واصل المشاركة في الأحداث الجارية. سُرح عام 1946 عندما كان في الجزائر العاصمة. بعد خروجه من الجيش الفرنسي بعد سبع سنوات من الخدمة، انتقل من الجزائر إلى باريس. هناك، وقّع في ناد رياضي مشهور، وبدأ يطلق على نفسه اسم آلان. كان يتدرب أيضًا في غابة بولونيا وعمل نادلًا في مقهى (بار). في أكتوبر / تشرين الأول 2002 ومارس / آذار 2012، تحدث ميمون عن صعوبة عودته إلى الحياة المدنية: «كنت نادلًا في مقهى. لم يكن لدي ما يكفي من الطعام. فزت بأربع ميداليات أولمبية بينما كنت أعيش في شقة صغيرة من غرفتين (في الدائرة 19 في باريس ) بدون تدفئة ودش ومرحاض». تسبب ميمون في مفاجأة كبيرة عندما احتل المركز الثاني في بطولة فرنسا الوطنية عام 1946 لسباق 10000 متر، على الرغم من فقدانه حذاء خلال السباق. ظهر لأول مرة دوليًا في العام التالي عندما مثل فرنسا في اجتماع لألعاب القوى ضد تشيكوسلوفاكيا في براغ. أسس نفسه على المستوى الوطني في عام 1947 عندما حصد أول ألقابه في البطولات الوطنية الفرنسية، حيث حصل على حلبة مزدوجة في سباقي 5000 متر و10000 متر.

## المشاركة في الجري من عام 1948 فصاعدا

### قبل دورة الألعاب الأولمبية عام 1956
صعد ميمون إلى الصدارة الدولية في دورة الألعاب الأولمبية الصيفية لعام 1948. كان الوصيف في 10000 أقيم النهائي في ملعب ويمبلي في 31 يوليو، خلف العداء التشيكوسلوفاكي إميل زاتوبك. كان زاتوبك هو المسيطر وتغلب على جميع المنافسين بما في ذلك ميمون والحاصل على الميدالية البرونزية بيرتيل ألبرتسون. أنهى ميمون السباق بـ 47.8 ثانية وخلف زاتوبك بأكثر من 300 متر. شارك ميمون أيضا في سباق 5000 م الحدث الأولمبي الصيفي 1948 لكنه لم يتقدم إلى الدور النهائي. في العام التالي فاز بألقاب البطولات الوطنية الفرنسية 5000 متر و10000 متر وفاز بأول سباق رئيسي له في بطولة اختراق الضاحية الدولية في دبلن، منتهيًا بذلك متقدمًا على مواطنه رافائيل بوجازون في الحدث الفردي. كما قاد فرنسا إلى لقب الفريق.
ادعى عبر الضاحية و10000 م ألقاب البطولات الوطنية الفرنسية في عام 1950، ولكن على المسرح الدولي كان ثاني أفضل مرة بعد زاتوبك، حيث حصل على الميداليات الفضية في 5000 م و10000 أحداث م في بطولة أوروبا لألعاب القوى عام 1950. في بطولة 1950 الدولية للعدو الريفي كان الوصيف لبلجيكي لوسيان ثيس في السباق الفردي، لكنه احتفظ بلقب الفريق مع فرنسا. فاز بالميداليات الذهبية 5000 م و10000 م في دورة ألعاب البحر الأبيض المتوسط عام 1951 واكتسح البطولات الوطنية الفرنسية 5000 م و10000 م وعبر الضاحية في كل من 1951 و1952.
تصدّر ميمون منصة التتويج لأحداث الفردي والجماعي في بطولة اختراق الضاحية الدولية في مارس 1952. شهدت أولمبياد هلسنكي عام 1952 مشهداً مألوفاً الآن: ادعى زاتوبك الفوز في 5000 م و10000 م وكان ميمون صاحب الميدالية الفضية في كليهما. في 10000 في النهاية، أنهى ميمون 15.8 ثانية خلف زاتوبك، ولكن بفارق 15.4 ثانية عن صاحب الميدالية البرونزية ألكسندر أنوفرييف. في 5000 في النهاية، كان ميمون وهربرت شاد وكريستوفر شاتاوي في الصدارة بدخول المنعطف الأخير من اللفة الأخيرة، مع زاتوبك في المركز الرابع. ثم قام زاتوبك بحركته، وأخذ زمام المبادرة في منتصف الطريق من خلال المنعطف الأخير ولم يتنازل عنه أبدًا. أنهى زاتوبك سباق 5000 متر 4.5 متر و0.8 ثانية متقدمًا على ميمون، مع تحسين الأخير أفضل ما لديه بأكثر من 14 ثانية. منحه المركز الثاني خلف بطل تشيكوسلوفاكيا ميمون لقب «ظل زاتوبك».
بعيدًا عن زاتوبك، استمر ميمون في السيطرة على المشهد الفرنسي وحصل على لقب فردي ثالث في بطولة اختراق الضاحية الدولية في عام 1954، على الرغم من إصابة في قدمه جعلته غير قادر على المنافسة في بطولة أوروبا لألعاب القوى لعام 1954 في وقت لاحق من ذلك العام. تم تسليط الضوء على فيلمه عام 1955 من خلال الدفاع الناجح عن ألقابه في سباقات المضمار 5000 متر و10000 متر في كل من ألعاب البحر الأبيض المتوسط لعام 1955 والبطولات الوطنية الفرنسية.
في 10 أكتوبر 1955 في الجزائر العاصمة، حطم ميمون الرقم القياسي الوطني الفرنسي للساعة الواحدة التي كان يحتفظ بها جان بوين منذ 6 يوليو 1913. في ذلك اليوم، ركض ميمون مسافة 19 كم 78 مترا، مقارنة بـ19 ركض بوين في 6 يوليو 1913 في ستوكهولم.
بدأ ميمون عام 1956 بشكل قوي، حيث حصل على البطولات الوطنية الفرنسية 5000 متر و10000 متر وعبر الضاحية، وفاز بما سيكون لقبه الفردي الرابع والأخير في البطولات الدولية للعدو الريفي.

### دورة الألعاب الأولمبية 1956
تعثر ميمون في أول حدث له في أولمبياد ملبورن عام 1956، وحصل على المركز الثاني عشر فقط من بين 10000 م النهائي - دقيقة واحدة و32.4 ثانية خلف الفائز السوفيتي فلاديمير كوتس.

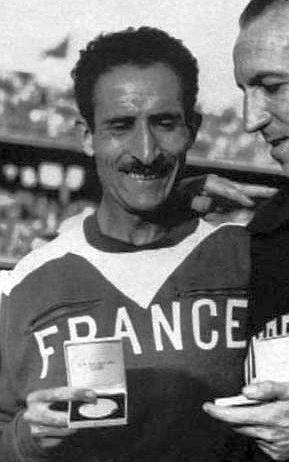
آلان ميمون مع جائزته

دخل ميمون في سباق الماراثون الأولمبي الذي أقيم في جو شديد الحرارة - ارتفعت درجة الحرارة إلى 38 درجة مئوية (100.4 درجة فهرنهايت) في الظل أثناء السباق - في 1 ديسمبر 1956، مع حامل اللقب إميل زاتوبك في خط البداية- فوق. كان على يقين من أن ذلك اليوم سيكون يومه المحظوظ. كان الفرنسيون قد فازوا بالماراثون الأولمبي عام 1900 ( ميشيل ثياتو )، وبعد 28 عامًا في عام 1928 ( بوقرة الوافي ). الآن، مرت 28 عامًا على آخر انتصار فرنسي في عام 1928. قبل شهر واحد، كان قد ذهب في رحلة حج إلى بازيليك القديسة تيريز في ليزيو بفرنسا. في اليوم السابق للماراثون، تلقى ميمون برقية من زوجته، جيرمين، عائدة إلى فرنسا تخبره بميلاد طفلهما الأول، ابنة تدعى أوليمبي. إلى جانب ذلك، كان ميمون يرتدي قميصه الأزرق الذي يحمل العلم الفرنسي، ما اعتبره رقم الحظ - رقم 13. 1.70 م ارتفاع 56 كيلوجرام، الفرنسي الثقيل لم يسابق المسافات من قبل لكنه برع في محاولته الأولى. بدأ الماراثون في الساعة 15:13 داخل ملعب ملبورن للكريكيت. كان لديها ستة وأربعون متنافسًا يمثلون ثلاثًا وعشرين دولة. كان للماراثون بداية خاطئة، والتي كانت الأولى في تاريخ الألعاب الأولمبية. كان ميمون ذو الشارب يرتدي منديلًا أبيض مطرزًا بالأحرف الأولى لزوجته، ملفوفًا حول الجزء العلوي من رأسه منذ بداية السباق لحماية نفسه من أشعة الشمس. قادت مجموعة من ثلاثة عشر عداء السباق بعد خمسة عشر كيلومترا. عند علامة العشرين كيلومترًا، بقي خمسة منهم فقط في تلك المجموعة. قام الأمريكي جون كيلي بربت على ظهر ميمون لحثه على أخذ زمام المبادرة معه. ثم انفصل الاثنان عن المجموعة الرائدة من المتسابقين، مع تقدم كيلي لفترة وجيزة على ميمون. اندفع ميمون إلى الأمام في الجزء العلوي من المسار بالقرب من قمة التل، وركض متجاوزًا كيلي وكان في المقدمة فقط قبل نقطة المنتصف من الماراثون. بعلامة 25 كيلومترًا، فتح تقدمًا لمدة 50 ثانية، ومن الآن فصاعدًا، لم يقترب منه أي منافس مرة أخرى. في الربع الأخير من السباق، نزع ميمون المنديل الأبيض من رأسه وألقاه على سطح الطريق، لأنه حسب قوله، «شعرت وكأنه طن». 5 على بعد كيلومتر من خط النهاية، لم يعد يأخذ أكواب الماء على الطاولات المصطفة للدورة لأنه يبتعد عن زملائه العدائين. عبر ميمون خط النهاية بزمن قدره 2:25:00، متقدمًا بدقيقة واحدة و32 ثانية على الوصيف فرانجو ميهاليتش، أمام 110 آلاف متفرج في ملعب ملبورن للكريكيت وقبل دخول أي عداء آخر إلى الملعب. للمرة الثالثة على التوالي، فاز في الماراثون الأولمبي رياضي شارك في أول ماراثون له. كانت هذه هي المرة الأولى التي يفوز فيها ميمون على إميل زاتوبك في سباق الجري. كان ميمون يتوقع أن يرى منافسه العظيم وصديقه المقرب زاتوبك يحتل المركز الثاني خلفه. انتظر عند خط النهاية وصول العداء التشيكوسلوفاكي. زاتوبك، الذي خضع لعملية جراحية للفتق قبل ستة أسابيع، عبر خط النهاية في المركز السادس، بعد أربع دقائق وأربع وثلاثين ثانية من ميمون. سأل ميمون وهو يمسك بكتف زاتوبك، «إميل، لماذا لا تهنئني؟ أنا بطل أولمبي. أنا من فزت». زاتوبك، الذي كان آنذاك عقيدًا في الجيش التشيكوسلوفاكي، وقف باهتمام، وخلع قبعته البيضاء وحيا ميمون. ثم قام زاتوبك بتقبيل ميمون وعناقه قائلاً: «لقد فعلت شيئًا رائعًا يا آلان». في مقابلة لاحقة مع مجلة سبورتس إليسترايتد، قال ميمون: «بالنسبة لي، كان ذلك أفضل من الميدالية». كانت تلك آخر مرة تسابق فيها ميمون ضد زاتوبك. وقال ميمون في وقت لاحق: «عندما دخلت نفق الملعب وخرجت إلى المضمار، وهتف 100 ألف متفرج، عشت أجمل دقائق حياتي».
عند عودته من ملبورن، كان هناك حشد من 15000 شخص، واستقبال الأبطال والسجادة الحمراء في انتظار ميمون في مطار أورلي في باريس. في المطار، لم تتح له الفرصة للسير على السجادة الحمراء حيث حمله الحشد في انتصار. بعد ذلك، أقيمت حفلات استقبال على شرفه لمدة ثلاثة أشهر. في اليوم التالي لوصوله إلى المنزل من ملبورن، عاد إلى وظيفته المعتادة التي كان يقوم بها منذ عام 1946 - كنادل في مقهى بار في راسينغ كلوب دي فرانس
قال ميمون لمجلة سبورتس إليسترايتد في عام 1972: «كنت متأكدًا من أن إميل كان موجودًا في عقبي». «كنت أتمنى أن يكون في المركز الثاني. كنت أنتظره. ثم فكرت، حسنًا، سيكون في المركز الثالث. سيكون من الجميل الوقوف معه على المنصة مرة أخرى. لكن إميل جاء في المركز السادس، متعبًا جدًا. بدا وكأنه في نشوة، يحدق إلى الأمام مباشرة. لم يقل شيئًا». أخبر ميمون لاحقًا كاتب سيرة ذاتية، بات بوتشر، أنه كان مستعدًا جيدًا لسباق ماراثون ملبورن الأولمبي. «التهمت نفسي على مسافة 40 كيلومترا في اليوم لمدة عامين، دون أن أخبر روحا». كان يتدرب ثلاث مرات في اليوم، ويقطع مسافة يومية إجمالية قدرها 35 كيلومترا. وقالت جيرمان زوجة ميمون خلال مقابلة في عام 2006 مع وكالة فرانس برس «لم يكن بالتأكيد لسباق 10 الاف متر رغم انه ابلغني انه لن يخوض الماراثون». كشف ميمون أنه قبل مغادرته إلى ملبورن لحضور دورة الألعاب الأولمبية لعام 1956، كان قد أتم تدريبه الأخير في قرية كوريز في بوجيات، التي تشبه قريته الأصلية في الجزائر. في مقابلة أجريت في أكتوبر 2002، قال ميمون: «عندما أعلنت أنني سأشارك في ماراثون ملبورن للألعاب الأولمبية لعام 1956، أخبرني الجميع أنني كبير في السن. الفرنسيين والأجانب والجميع كان يضحك إلا زاتوبك».
علق ميمون على الميداليات الأولمبية الأربع التي فاز بها، فقال: «أقارن مسيرتي المهنية بالقلعة: ميداليتي الفضية في لندن هي الأساس؛ والميداليات الفضية في هلسنكي هي الجدران؛ والميدالية الذهبية في ملبورن هي السقف.»
ولدى سماعه نبأ وفاة إميل زاتوبك في تشرين الثاني (نوفمبر) 2000، قال: «لم أفقد معارضاً، لقد فقدت أخاً».

### بعد دورة الألعاب الأولمبية عام 1956
لم يتنافس ميمون في عام 1957 ولكنه عاد في عام 1958 مع المركز الثاني خلف ستان إلدون في السباق الفردي في بطولة اختراق الضاحية الدولية ولقبه الوطني الأول في الماراثون. احتل المركز السابع في سباق 10000 متر في بطولة أوروبا لألعاب القوى لعام 1958. في عام 1959، جاء في المركز السادس في السباق الفردي في بطولة وفاز بالألقاب الوطنية في الماراثون وعبر الضاحية. عندما اقترب من الأربعينيات من عمره، بدأت قوته الرياضية في التدهور. على الرغم من استمراره في المنافسة، إلا أنه لم يفز بلقب وطني على العشب أو المضمار بعد عام 1959. شهدت أربع جولات أخرى من عام 1960 إلى عام 1964 في بطولات اختراق الضاحية الدولية نهايات في الحدث الفردي الذي يتراوح من المركز الثامن عشر إلى المركز السادس والعشرين.
كان ميمون هو المنتخب الفرنسي لدورة الألعاب الأولمبية الصيفية لعام 1960 في روما واحتلت المرتبة 34 في سباق الماراثون. حصل على لقب البطولة الوطنية الأخيرة له على مستوى الكبار - الماراثون - في عام 1966، بعد حوالي عشرين عامًا من ظهوره الأول. انتهت مسيرته في أعلى الرتب الوطنية والدولية في تلك المرحلة، لكنه استمر في كونه عداءًا مخضرمًا. في سن 51، أكمل ماراثون في زمن 2:34:36. حدد سجلات الفئة العمرية الفرنسية لـ 5000 م، 10000 م، 20000 م وتشغيل ساعة واحدة. فاز بما مجموعه أكثر من 80 لقبًا للبطولات الوطنية الفرنسية، بما في ذلك تلك الخاصة بالرياضيين المخضرمين، وكان آخرها في السبعينيات من عمره. في السنوات الأخيرة من حياته، استمر في الركض أو السير على الأقدام يوميًا تقريبًا، لمسافة تصل إلى 10-15 ميلاً في اليوم، على الطرق والمسارات بالقرب من منزله المنفصل في شامبيني سور مارن في فال دي مارن القسم، في غابة فانسن وعلى الطرق المحيطة ببوغيت في مقاطعة كوريز.

## الحياة اللاحقة والإرث
بعد عودة ميمون إلى الوطن من أولمبياد ملبورن عام 1956، طرح فكرة إنشاء مركز تدريب رياضي على مستوى عالمي في فرنسا. من أجل الاستفادة من مرافق التدريب الأفضل، كان عليه أن يتدرب في الخارج، وخاصة في السويد، لبعض أحداث الجري الخاصة به. كان هذا شيئًا أزعجه ولذلك شعر أنه من الضروري بناء مثل هذا المركز التدريبي الرياضي. حاول ميمون السعي للحصول على تمويل حكومي لبنائه. بعد عدة محاولات فاشلة في السنوات السابقة، تلقى مكالمة هاتفية من جاك شيراك لمقابلته في فندق ماتينيون. خلال ذلك الاجتماع في عام 1967، قال شيراك، الذي كان آنذاك موظفًا حكوميًا رفيع المستوى يعمل كمستشار تقني لرئيس الوزراء جورج بومبيدو، لميمون: «لقد تابعت مسيرتك (الجري) بالكامل وأحب فكرتك في إنشاء (رياضة) مركز تدريب في كوريز». في اليوم التالي، استقبل وزير الرياضة فرانسوا ميسوف ميمون في مكتبه وأبلغه بموافقة الحكومة على تمويل مركز التدريب الرياضي. تم تغيير اسم مركز التدريب الرياضي - الذي أطلق عليه في البداية اسم المركز الوطني للرياضة الرياضية - الواقع في قرية كوريز في بوجيت، فيما بعد باسم إسباس 1000 سورس. مباشرة بعد جنازة ميمون في يوليو 2013، أعيد إنشاء مركز التدريب الرياضي مركز آلان ميمون الرياضي
عمل ميمون نادلًا في مقهى - بار في نادي السباق الفرنسي وكمدرب للتربية البدنية في فرنسا بعد نهاية الحرب العالمية الثانية.
عندما استقر ميمون في العاصمة الفرنسية بعد نهاية الحرب العالمية الثانية، عاش لأول مرة في باريس. ثم انتقل إلى شامبيني سور مارن. اشترى هو وزوجته جيرمين منزلاً ثانيًا في بوجيت وكان يذهب للعيش هناك كل صيف.
في عام 1997، احتج ميمون بأشد العبارات على قرار اللجنة الأولمبية الوطنية والرياضية الفرنسية (CNOSF) بإزالة الديك الغالي من قمصان الرياضيين الفرنسيين.
من أجل مسيرته الناجحة في الجري والخدمات العسكرية في زمن الحرب، حصل ميمون على أربع جوائز جوقة الشرف خلال حياته من أربعة رؤساء مختلفين لفرنسا: شوفالييه (1956)، وضابط (1972)، وقائد (1999) وضابط كبير (2008). كما حصل على وسام الاستحقاق الرياضي ووسام الاستحقاق الوطني. وهو أول فرنسي من أصل شمال أفريقي يحصل على وسام جوقة الشرف.
تم اختيار ميمون كبطل لاكيب الفرنسي للأبطال في عام 1949 ومرة أخرى في عام 1956.
في عام 1999، صوت له قراء مجلة ألعاب القوى الفرنسية التي تصدر كل شهرين على أنه «الرياضي الفرنسي في القرن العشرين».
في 25 سبتمبر 2002 في أرجنتويل، افتتح ميمون الملعب الخمسين الذي يحمل اسمه.
في ديسمبر 2012، قدمت له صحيفة ليكيب أول لقب له لبطل أبطال الدوري.
وقت وفاة ميمون، كان يحمل اسمه أكثر من مائة وخمسين ملعبًا ومدارس وشوارع. تم تسمية أكثر من 50 ملعبًا محليًا لألعاب القوى في فرنسا باسم (ملعب آلان ميمون) وتم تسمية أكثر من عشرة شوارع في فرنسا باسمه.

## الأسرة والحياة الشخصية
ولدت زوجة ميمون، جيرمين، في تول، عاصمة مقاطعة كوريز في منطقة ليموزين في وسط فرنسا. توفيت في مايو 2013. ولدت طفلهما الأول، وهي ابنة تدعى أوليمبي، في 30 نوفمبر 1956، قبل يوم واحد من فوز ميمون بماراثون أولمبياد 1956 في ملبورن. لديهم ابنة أخرى، باسكال.
تحول ميمون من الإسلام إلى الكاثوليكية الرومانية في عام 1955. قبل عدة أشهر من دورة الألعاب الأولمبية عام 1956 في ملبورن، كانت لديه شكوك عميقة حول قدرته على المشاركة في تلك الألعاب الأولمبية. في حالة من اليأس، سمح لصديق ملحد بقيادة بازيليك القديسة تيريز في ليزيو. بعد شهر من الحج هناك، فاز بماراثون أولمبياد 1956. وأكد ميمون أنه مدين بهذا الفوز الماراثوني للقديسة تيريز دي ليزيو. منذ ذلك الانتصار، كان شديد التعلق بالقديسة تيريز دي ليزيو. كان يذهب إلى كنيسة القديسة تيريز في ليزيو كل عام في رحلة حج، بشكل عام في 1 أكتوبر - يوم عيد القديس. قبل وفاته، كان لديه كنيسة صغيرة شيدت في مقبرة بوغيت لتكون بمثابة مثواه الأخير.

## الموت والتكريم والجنازة
توفي آلان ميمون عن عمر يناهز 92 في مساء يوم 27 يونيو 2013 في مستشفى في سان ماندي، في مقاطعة فال دو مارن في منطقة إيل دو فرانس. ولم يكشف عن سبب الوفاة.
في بيان صدر عن قصر الإليزيه، كتب الرئيس الفرنسي فرانسوا هولاند أن آلان ميمون كان «رجلًا فرنسيًا رائعًا» و«ترك بصمة عميقة في تاريخ الرياضة الفرنسية». «طوال حياته، أحب آلان ميمون، المولود في الجزائر، فرنسا وخدمها. وانه كان شديد التمسك وزارته من كوريز»، وأكد هولاند.
أكد رئيس الوزراء الفرنسي جان مارك أيرولت على «انتصار ميمون الاستثنائي» في ماراثون أولمبياد 1956 ووصفه بأنه «خادم عظيم لفرنسا الذي حفر اسمه في بانثيون الرياضة الفرنسية». وخلص ايرولت إلى أن «وفاة ميمون تركت فرنسا بدون واحدة من أفضل شخصياتها».
وأشادت وزيرة الرياضة الفرنسية فاليري فورنيون بميمون ووصفته بأنه «أحد أكثر الشخصيات المحببة والمحبوبة في الرياضة الفرنسية». «كل الشعب الفرنسي يتذكر بأنه الرياضي الفرنسي الأكثر حصولًا على الميداليات في ألعاب القوى في كل العصور، وقبل كل شيء باعتباره نموذجا من الاستقامة والإحسان».
ميشيل جازي، عداء أولمبي فرنسي تقاسم غرفة مع ميمون لمدة ستة أسابيع خلال أولمبياد 1956، تذكر أنه شاهده يُظهر الجدية والاحتراف من أجل النجاح في الأولمبياد. «كان آلان نموذجًا يحتذى به بالنسبة لي. كان يوقظني في الساعة 5:30 صباحًا للذهاب والركض، وفي المساء يجبرني على الذهاب إلى الفراش في الساعة 8:30. على الرغم من أننا كنا في الألعاب الأولمبية، إلا أنني لم أتمكن من الذهاب إلى الحفلات في القرية الأولمبية!» وقال جازي لراديو آر تي إل في اليوم التالي لوفاة ميمون.
وصفت اللجنة الأولمبية الوطنية والرياضية الفرنسية (CNOSF) ميمون بأنه شخص «يجسد نكران الذات والبراعة»، و«كان مكرسًا للقيم الإنسانية للرياضة» و«سيكون إلى الأبد من بين الرياضيين الذين قدموا الرياضة الفرنسية أفضل ساعاتها».
في 6 يوليو 2013، أقيمت دقيقة صمت تكريما لذكرى ميمون أمام 50000 متفرج خلال نسخة 2013 من لقاء أريفا - وهو حدث سنوي للمضمار والميدان - أقيم في ملعب فرنسا.
حصل ميمون على وصية جنازة رسمية بشرف عسكري. تم عقده يوم الاثنين، 8 يوليو 2013، الساعة 10 صباحًا بالتوقيت المحلي، في الفناء الرئيسي لليزانفاليد في باريس. ترأس الرئيس الفرنسي فرانسوا هولاند الحفل الذي أشاد فيه بميمون. وحضر الحفل رياضيون فرنسيون متقاعدون مثل ستيفان دياجانا وميشيل جازي وماري جوزيه بيريك. في كتابه مديح، قال هولاند «، اليوم، هو كل من فرنسا والذي تكريم آلان ميمون، لمن ركض طوال حياته على المسارين الملاعب من أجل جعل لامارسييز تتعالى، طلبنا مجدا لبلاده في كل مكان.» ووصف هولاند ميمون بأنه «جندي شجاع ورياضي استثنائي ووطني متحمس» «أحبته فرنسا» وقال: «بالنسبة إلى آلان ميمون، كانت فرنسا اختيارًا وشغفًا وفخرًا ومثلًا».
بعد ظهر يوم 9 يوليو 2013، دفن ميمون في المقبرة في بوجيات بعد حفل ديني في كنيسة بوجيات. حضر الجنازة نحو ستين شخصاً.

## سجل المنافسة

### دولي (يتم الإشارة فقط إلى المركز في النهائي)
تنافس ميمون دوليا مع منتخب فرنسا في 86 مناسبة.
| العام | المسابقة                                               | المكان                   | المركز           | ملاحظة                                                         |  |
| ----- | ------------------------------------------------------ | ------------------------ | ---------------- | -------------------------------------------------------------- |  |
| 1948  | ألعاب قوى في الألعاب الأولمبية الصيفية 1948 ‏           | لندن، المملكة المتحدة    | الثاني           | ألعاب قوى في الألعاب الأولمبية الصيفية 1948 – رجال 10,000 متر ‏ |  |
| 1949  | International Cross Country Championships              | دبلن، أيرلندا            | الأول            | سباق فردي                                                      |  |
| 1950  | International Cross Country Championships              | بروكسل، بلجيكا           | الثاني           | سباق فردي                                                      |  |
| 1950  | بطولة أوروبا لألعاب القوى 1950                         | بروكسل، بلجيكا           | الثاني           | بطولة أوروبا لألعاب القوى 1950 – رجال 5000 متر ‏                |  |
| 1950  | بطولة أوروبا لألعاب القوى 1950                         | بروكسل، بلجيكا           | الثاني           | 10,000 متر                                                     |  |
| 1951  | ألعاب قوى في ألعاب البحر الأبيض المتوسط 1951 ‏          | الإسكندرية، مصر          | الأول            | 5,000 متر                                                      |  |
| 1951  | ألعاب قوى في ألعاب البحر الأبيض المتوسط 1951 ‏          | الإسكندرية، مصر          | الأول            | 10,000 متر                                                     |  |
| 1952  | International Cross Country Championships              | هميلتون، اسكتلندا        | الأول            | سباق فردي                                                      |  |
| 1952  | ألعاب قوى في الألعاب الأولمبية الصيفية 1952 ‏           | هلسنكي، فنلندا           | الثاني           | ألعاب قوى في الألعاب الأولمبية الصيفية 1952 – رجال 5000 متر ‏   |  |
| 1952  | ألعاب قوى في الألعاب الأولمبية الصيفية 1952 ‏           | هلسنكي، فنلندا           | الثاني           | ألعاب قوى في الألعاب الأولمبية الصيفية 1952 – رجال 10,000 متر ‏ |  |
| 1954  | International Cross Country Championships              | برمنغهام، إنجلترا        | الأول            | سباق فردي                                                      |  |
| 1955  | ألعاب قوى في ألعاب البحر الأبيض المتوسط 1955 ‏          | برشلونة، إسبانيا         | الأول            | 5,000 متر                                                      |  |
| 1955  | ألعاب قوى في ألعاب البحر الأبيض المتوسط 1955 ‏          | برشلونة، إسبانيا         | الأول            | 10,000 متر                                                     |  |
| 1956  | International Cross Country Championships              | بلفاست، أيرلندا الشمالية | الأول            | سباق فردي                                                      |  |
| 1956  | ألعاب قوى في الألعاب الأولمبية الصيفية 1956 ‏           | ملبورن، أستراليا         | الثاني عشر       | ألعاب قوى في الألعاب الأولمبية الصيفية 1956 – رجال 10,000 متر ‏ |  |
| 1956  | ألعاب قوى في الألعاب الأولمبية الصيفية 1956 ‏           | ملبورن، أستراليا         | الأول            | ألعاب القوى في الألعاب الأولمبية الصيفية 1956 – رجال ماراثون ‏  |  |
| 1958  | International Cross Country Championships              | كارديف، ويلز             | الثاني           | سباق فردي                                                      |  |
| 1958  | بطولة أوروبا لألعاب القوى 1958                         | ستوكهولم، السويد         | السابع           | 10,000 متر                                                     |  |
| 1959  | International Cross Country Championships              | لشبونة، البرتغال         | السادس           | سباق فردي                                                      |  |
| 1960  | International Cross Country Championships              | هميلتون، اسكتلندا        | الثامن عشر       | سباق فردي                                                      |  |
| 1960  | فعاليات ألعاب القوى في الألعاب الأولمبية الصيفية 1960 ‏ | روما، إيطاليا            | الرابع والثلاثون | ألعاب القوى في الألعاب الأولمبية الصيفية 1960 – رجال ماراثون ‏  |  |
| 1961  | International Cross Country Championships              | نانت، فرنسا              | الرابع والعشرون  | سباق فردي                                                      |  |
| 1962  | International Cross Country Championships              | شفيلد، إنجلترا           | السادس والعشرون  | سباق فردي                                                      |  |
| 1964  | International Cross Country Championships              | دبلن، أيرلندا            | الثامن عشر       | سباق فردي                                                      |  |

- بطل الفريق في بطولات العدو الريفي الدولية (يمثل فرنسا) في أعوام 1946 و1947 و1949 و1950 و1952 و1956.
- بطل شمال إفريقيا في العدو الريفي عام 1942

### وطني
البطولات الفرنسية لألعاب القوى

- 5000 م : 8 ألقاب (1947، 1949، 1951، 1952، 1953، 1954، 1955، 1956)
- 10000 م 9 ألقاب (1947، 1949، 1950، 1951، 1952، 1953، 1954، 1955، 1956)
- ماراثون : 6 ألقاب (1958 و1959 و1960 و1964 و1965 و1966)[63]

بطولات فرنسية في اختراق الضاحية

- 6 ألقاب (1950 و1951 و1952 و1954 و1956 و1959)

## أفضل النتائج الشخصية
- 5000 متر - 14 دقيقة 7.58 ثانية (1952 دورة الألعاب الأولمبية 5000 متر نهائي)
- 10000 متر - 29 دقيقة 13.4 ثانية (1956)
- ماراثون - ساعتان و21 دقيقة و25 ثانية (1958)
- معلومات من ملف تعريف مرجع الرياضة.[64]

## جوائز
حصل على جوائز منها:
- بطل أبطال ليكيب (1949)
- فارس وسام الاستحقاق الوطني
- صليب الحرب 1939-1945 (فرنسا)
- وسام جوقة الشرف من رتبة ضابط أكبر.

## روابط خارجية
- آلان ميمون على موقع الاتحاد الفرنسي لألعاب القوى (الفرنسية)
- آلان ميمون على موقع اللجنة الأولمبية الدولية (الإنجليزية)
- آلان ميمون على موقع أوليمبيديا (الإنجليزية)